# Elaphognathia korachaensis
Elaphognathia korachaensis är en kräftdjursart som beskrevs av Jörundur Svavarsson och Gisladottir 2002. Elaphognathia korachaensis ingår i släktet Elaphognathia och familjen Gnathiidae. Inga underarter finns listade i Catalogue of Life.